# Prieuré hospitalier de Lureuil
Le prieuré hospitalier de Lureuil est un prieuré de l'ordre de Saint-Jean de Jérusalem. 
C'est le prieuré de la langue d'Auvergne qui prend la suite de celui d'Olloix. Il est prieuré vers 1475 jusque vers 1530 avant que celui-ci soit transféré à Bourganeuf. 
Philibert de Naillac qui fut le 34e grand maître des Hospitaliers de Saint-Jean de Jérusalem de 1396 à sa mort, en 1421, a été commandeur de Lureuil avant 1374.
Il ne reste pratiquement plus rien du Prieuré, juste un colombier. Sur le site du prieuré a été construit un château au XIXe siècle.

## La commanderie
Avant et après avoir eu le rang de prieuré, c'est avant tout une commanderie. En 1374-75, celle-ci est mentionnée sous le nom de Lerolis. 
En 1614-15, le rapport de visite de cette commanderie nous donne la description suivante:
« Commanderie de « Leureuil » : église paroissialle, château flanqué de tours, grange, pressoir, jardin, four banal, cure ; terre du Champ de la Cure ; prés de la Cure, de l'Estang Pellault, de la Fosse aux Gauvins, vigne ; jardin, vigne dite  « Le Rochereau  ; prés de La Font, des Portes, de La Malladerie, Le Rochereau, L'Estang Pellault ; étangs : Le Grand Estang, La Bonde, La Barotte, Les Bordes , de Merdasson, des Chaulmes, des Perrières » — Métairie de « La Quinetterie » : maison, étables, granges ; terres de la « Grande Corvée, Le Champ Philipon, Le Champ des Ruaulx, Le Marchay de l'Erée, Le Petit Essart, Le Grand Essart; prés de La Touche et de l'Estang de La Barotte »  — bois « du Sablon, moulin du Sablon, moulin de Durtal », dîmes, rentes, justice. — Membre de Nuret-le-Ferron : église sous le vocable de St Laurent et St Biaise, cure, maison de la commanderie en ruines ; étangs de « Grand-Ëstang et des Calliaux » ; terres, prés, dîmes ; rentes sur « Neuret, Les Caillaux, Escherny, Le Terdre, Bienvenu, Les Feuillis, Les Laurais » ; justice. — Membre de St-Nazaire [Oulches]: église sous le vocable de St-Jean et St-Nazaire, retable de la Passion, maison du commandeur inhabitable, le curé dépose « y avoir demeuré autreffois et que les esprits y habitoient et l'en avoit chassé », cure. Métairie de Biret : maison, grange ; terres de « La Cousture, au Man sur le Moulin, Le Champ Pallyé, Le Champ du Grand Nugé, Le Champ de La Fosse, Le Champ de Fornyon, La Pièce Desmollere, Le Seillau ; prés : Le Grand Pré de Biret, de Chinebière, de la Grand Font de Biret, de Lescodar ; étangs du Pont, des Rys, Le Grand Etang de la Bruyère, Le Petit Etang de la Bruyère ; bois du Grand Rys, des Crollans » ; dîmes, rentes, moulin banal. Eglise « d'Ousche », sous le vocable de St Martin ; chapelle de la Trinité d'Ajoux ; église de Fontanges sous le vocable da St Sébastien ; chapelle St Catherine de la Bruyère, ruines d'un château et d'une métairie. Inventaires des meubles et des titres de la commanderie. — Annexe de « Launey-sur-Creuse » [Tournon-Saint-Pierre]: dîme et juridiction. — Annexe de La Salle [Mézières-en-Brenne], : chapelle, moulin, pré, étangs « de Gaudet ». — « L'Hospital-soubz-Mazerolles » [Cléré-du-Bois] : moulin rentes, justice. — Annexe de Selles-sur-Nahon : église, maison, terres, pré, dîme, justice. »